# Melchizedek (Warqnah)
Melchizedek (imię świeckie Habtemaryam Warqnah, ur. 12 lipca 1924 w Debre Tabor) – duchowny Etiopskiego Kościoła Ortodoksyjnego, od 1998 arcybiskup Kalifornii.

## Życiorys
Święcenia kapłańskie przyjął 1 kwietnia 1944. Sakrę biskupią otrzymał 28 października 1990. W 1992 opowiedział się po stronie patriarchy Merkoriosa i wyemigrował do Stanów Zjednoczonych stając się członkiem rozłamowego Świętego Synodu na Wygnaniu. Od 1998 był jego sekretarzem, posługującym w Berkeley. W 2018 oba etiopskie patriarchaty się pojednały, a wszyscy biskupi obu frakcji weszli w skład jednego ogólnokościelnego Synodu.